# Amalie Henriette Rießner

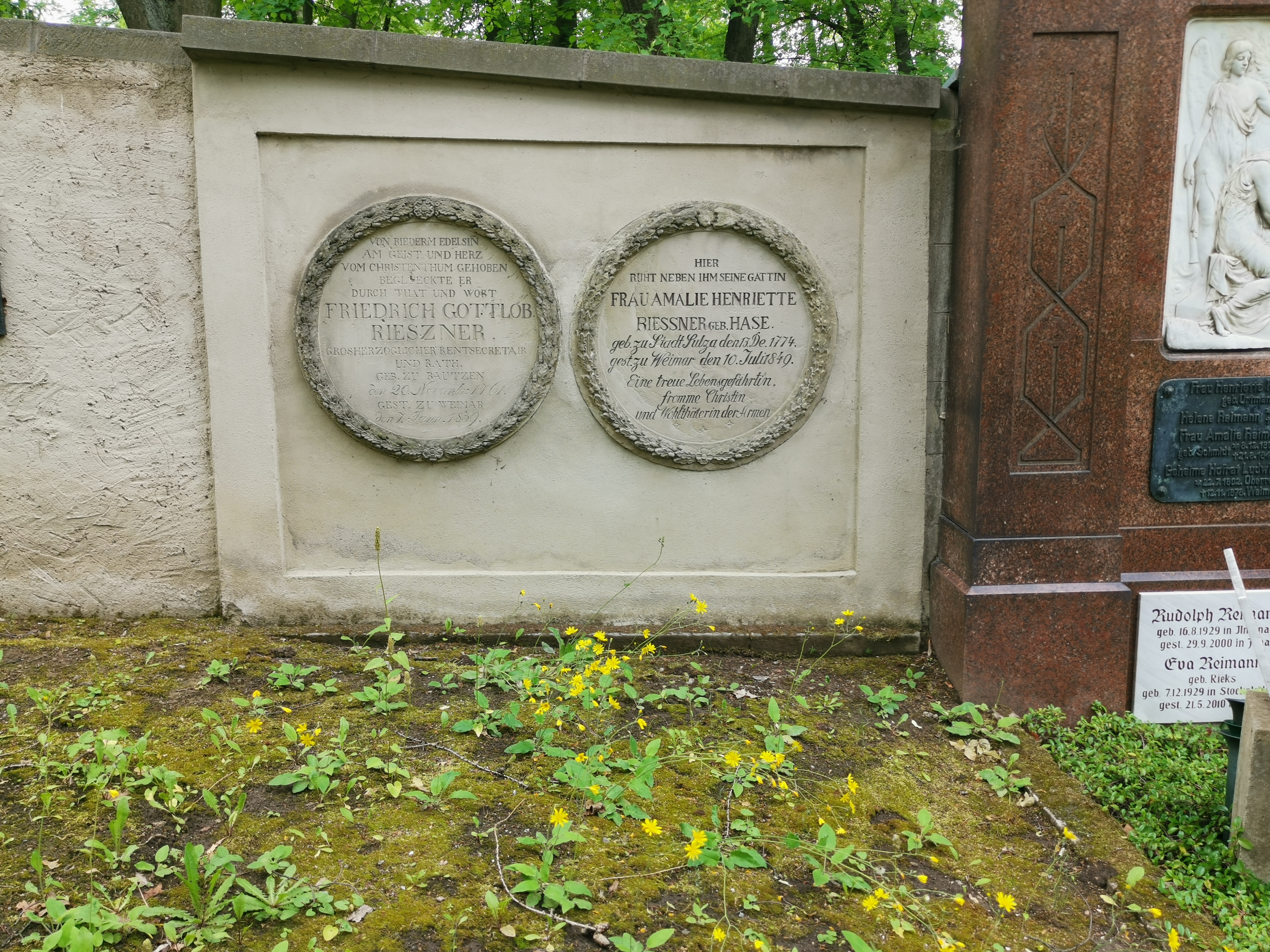
Grabstelle von Amalie Henriette Rießner

Amalie Henriette Rießner, geb. Hase, (geb. 13. Dezember 1774 in Stadt-Sulza; gest. 10. Juli 1849 in Weimar) war eine Beamtenwitwe, die sich für soziale Belange engagierte. Sie wurde zu einer Wohltäterin der Stadt. In Dankbarkeit wurde nach ihr in Weimar-Nord 1910 eine Straße benannt. Sie gehört in das Adelsgeschlecht Hase.

## Leben
Sie war verheiratet mit Friedrich Gottlob Rießner. Ihr Vater Christian Heinrich Hase (1731–1791) war Pastor in Stadt-Sulza und arbeitete nach 1780 als Superintendent in Allstedt, wo er am 19. März 1791 starb. Außerdem war er Konsistorialrat in Allstedt. Über sie schreibt Bernhard Hecker: „T wie Testament, Frau Rießners Letzter Wille. Die Rießnerstraße ist nicht gerade eine Primadonna unter Weimars Straßen, aber ohne sie gäbe es keine Erinnerung an die Beamten-Witwe Amalie Henriette Rießner. Und ohne ihr Testament von 1848 hätten im vorvorigen Jahrhundert noch mehr Frauen zur Winterszeit in ihren meist kümmerlichen Wohnungen gefroren. Denn Frau Rießner, Witwe Friedrich Gottlieb Rießners, ordnete in ihrem Vermächtnis an, 3000 Taler (ein Taler entsprach nach der Bismarckschen Reichsgründung drei Reichsmark) zu möglichst hohen Zinsen anzulegen. Aus dieser Stiftung sollten immer am 13. Dezember Weimars bedürftige Witwen mit Brennholz versorgt werden.---“
Heckers Zusammenfassung der Situation armer Witwen im 19. Jahrhundert bringt deren Not zum Ausdruck. Im Stadtarchiv Weimar sind zwei Akten über die Holzstiftung von Amalie Henriette Rießner erhalten, die auch lange nach ihrem Tod weiter geführt wurden. Der Zeitraum der Akten reicht von 1849 bis 1895. Die Umsetzung ihrer testamentarischen Verfügung übertrug sie der Stadt Weimar. Nachforschungen von Axel Stefek ergaben, dass die letzte Auslieferung 1922 geschah. Die Inflation bereitete der Stiftung ihr Ende. An die Wohltäterin der Stadt Weimar erinnern die nach ihr benannte Rießnerstraße in Weimar-Nord und die erhaltene Grabstelle auf dem Historischen Friedhof in Weimar.